# Église de la Panagía Drosiani
Ne doit pas être confondu avec Église de la Panagía Protothronos.
Pour les articles homonymes, voir Église de la Panagía.
L'église de la Panagía Drosiani (en grec moderne : Παναγία η Δροσιανή) est un monastère byzantin historique, situé sur l'île de Naxos, à l'extrémité nord de la vallée de Drymalia, au sud du village de Moní.
Le cimetière communautaire attenant (necrotafio) est l'un des plus anciens des Balkans (IVe ou VIe siècle).

## Description
L'église de Panagia Drosiani se compose de quatre parties construites en plusieurs phases.
La partie la plus ancienne, probablement datant de la seconde moitié du VIe siècle, est constituée d'une église à nef unique avec un chœur à trois absides orienté au sud-est. La longueur totale de l'intérieur est de 19,40 mètres, la largeur au nord-ouest d'environ 3,50 mètres et de 8 mètres entre les deux absides opposées au sud-est. L'axe principal de l'église est orienté vers le chœur ou sanctuaire, avec l'autel principal situé dans l'abside centrale, en direction de Jérusalem, distante de 1 070 kilomètres — c'est-à-dire vers la Jérusalem céleste. La maçonnerie, constituée de pierres plates non taillées est enduite à l'intérieur, tandis que les murs extérieurs ne le sont que du côté nord-ouest. Le dôme au-dessus du chœur repose sur un tambour percé de deux fenêtres.

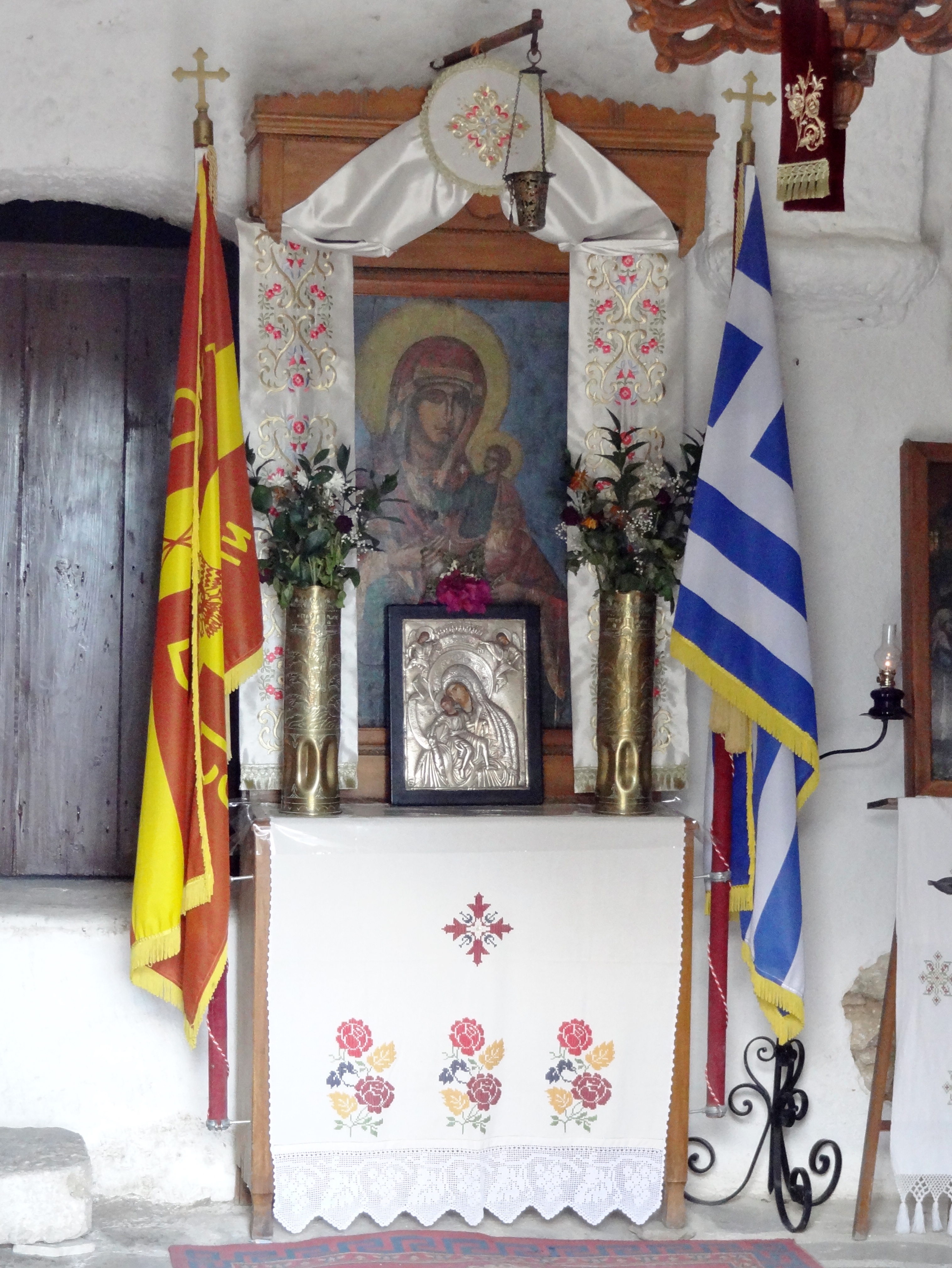
Icône à l'entrée

L'entrée principale, située approximativement au centre de l'église, mène dans la nef depuis le sud-ouest, en passant sous un clocher à trois arcs ajouté ultérieurement. Un autre accès existe depuis le nord-ouest. La pièce de 11 mètres de long attenante à l'ouest du chœur, où se trouvent les entrées, mesurait à l'origine probablement seulement 1,50 mètre. Depuis le mur intérieur nord-est, des passages mènent à trois chapelles construites ultérieurement, au cours de la période médio-byzantine, et orientées de façon oblique, ajoutées plus tard au cours de la période byzantine moyenne. Comme la salle principale de l'église, les deux salles extérieures ont chacune trois absides et une coupole, tandis que l'extension médiane n'a qu'une seule abside. Des vestiges de peintures murales ont été découverts dans la chapelle la plus orientale des trois ; elle semble avoir été utilisée comme ossuaire. Dans l'abside centrale de la nef au sud-est, on peut voir les restes d'une chaire épiscopale, mais cela ne signifie pas que l'église ait dû être utilisée comme cathédrale. Une fenêtre jumelle couplée derrière elle a déjà été construite au VIIe siècle, partiellement murée par le bas.
Au-dessus des fenêtres jumelles de l'abside sud-est, ainsi que dans l'abside nord et dans la coupole du chœur, se trouvent des fresques byzantines de la période antérieure à l'iconoclasme byzantin. Les opinions divergent quant à savoir si les fresques datent de la première ou de la seconde moitié du VIIe siècle. Les raisons en sont liées au programme iconographique des peintures murales. Ce qui est frappant, c'est la représentation chalcédonienne de Jésus-Christ dans la coupole au-dessus du chœur, qui contraste avec le miaphysisme des anciennes églises du Proche-Orient en Égypte et en Syrie ainsi qu'avec le monothélisme des empereurs byzantins. Le Christ y apparaît dans deux rondins, semblables à Imagines clipeatae, du côté nord-est avec une barbe très courte et jeune, tenant le livre des Évangiles, et en face comme une personne plus âgée avec une barbe sensiblement longue et un parchemin. Les différentes représentations sont interprétées comme une correspondance entre les deux aspects du Christ en tant qu'homme et en tant que Dieu. Nikolaos Ghioles profite de cette occasion pour dater les fresques de la seconde moitié du VIIe siècle et d'établir un lien avec le séjour du pape Martin Ier à Naxos en 653. En revanche, Nikolaos B. Drandakis (el), dans son analyse des peintures murales de l'église, arrive à la conclusion qu'elles ont été construites à la fin du VIe ou au début du VIIe siècle.

Vues extérieures de l'église
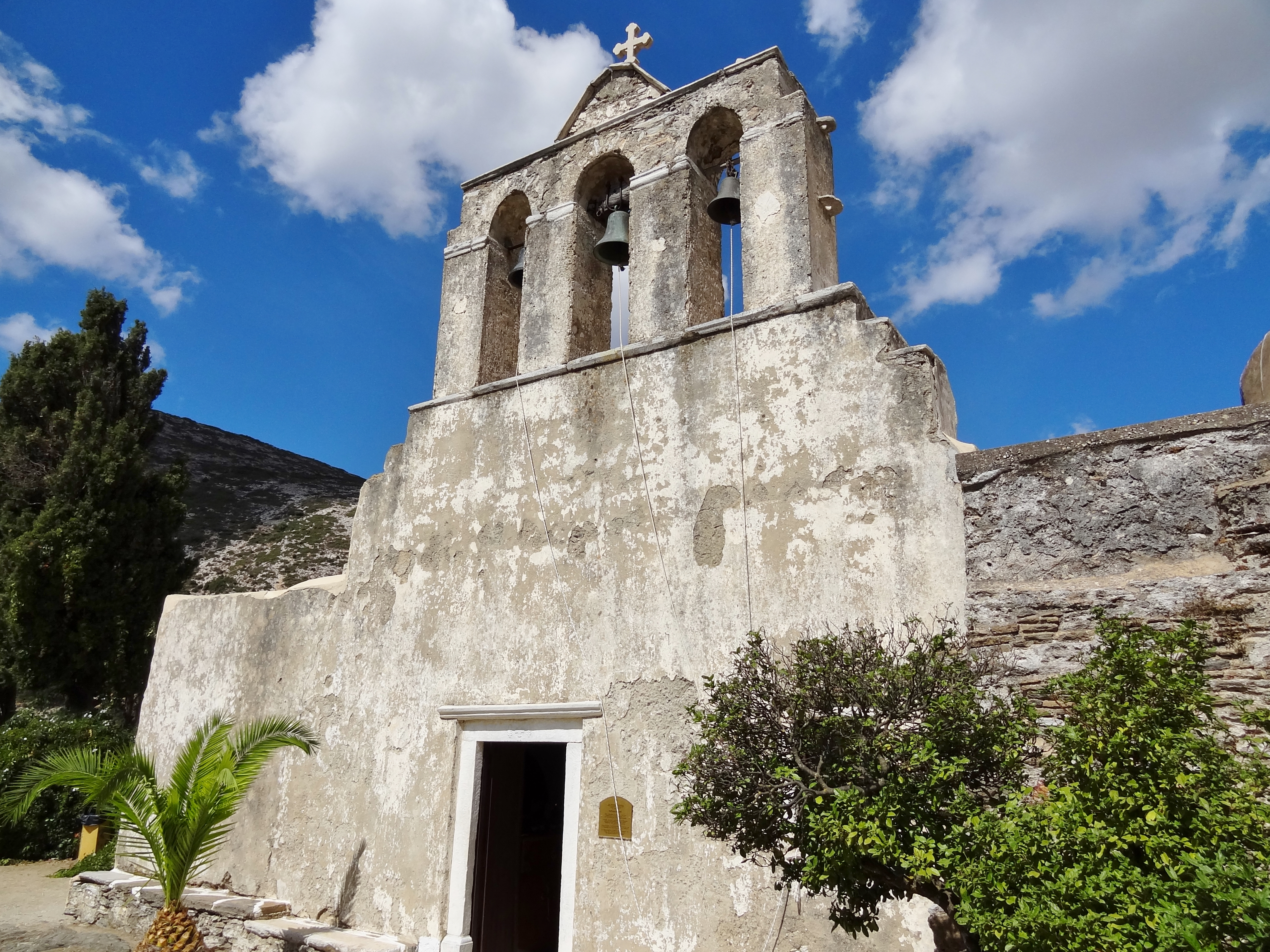
Côté sud-ouest avec entrée et clocher
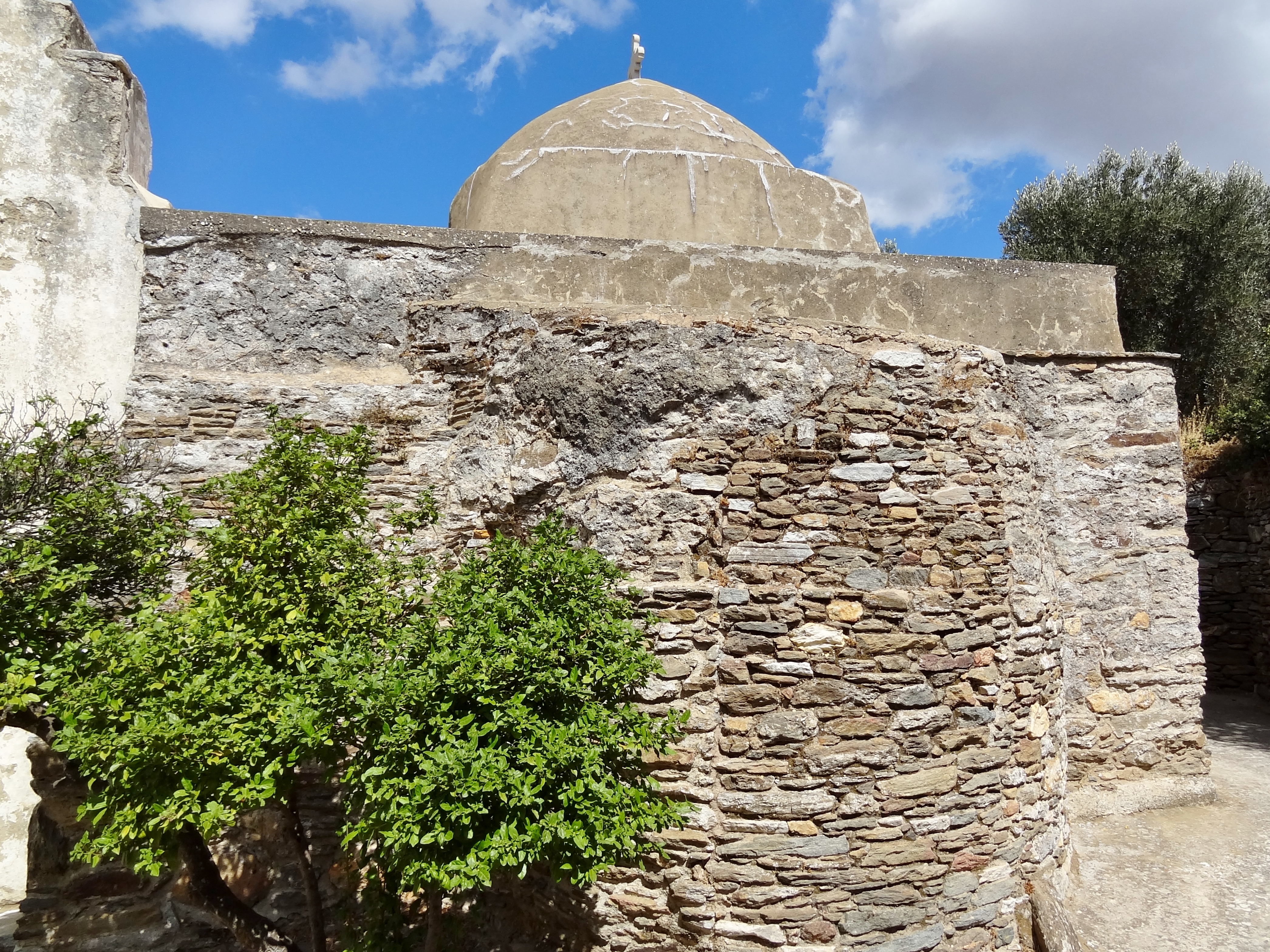
La partie la plus ancienne du bâtiment, côté sud-est
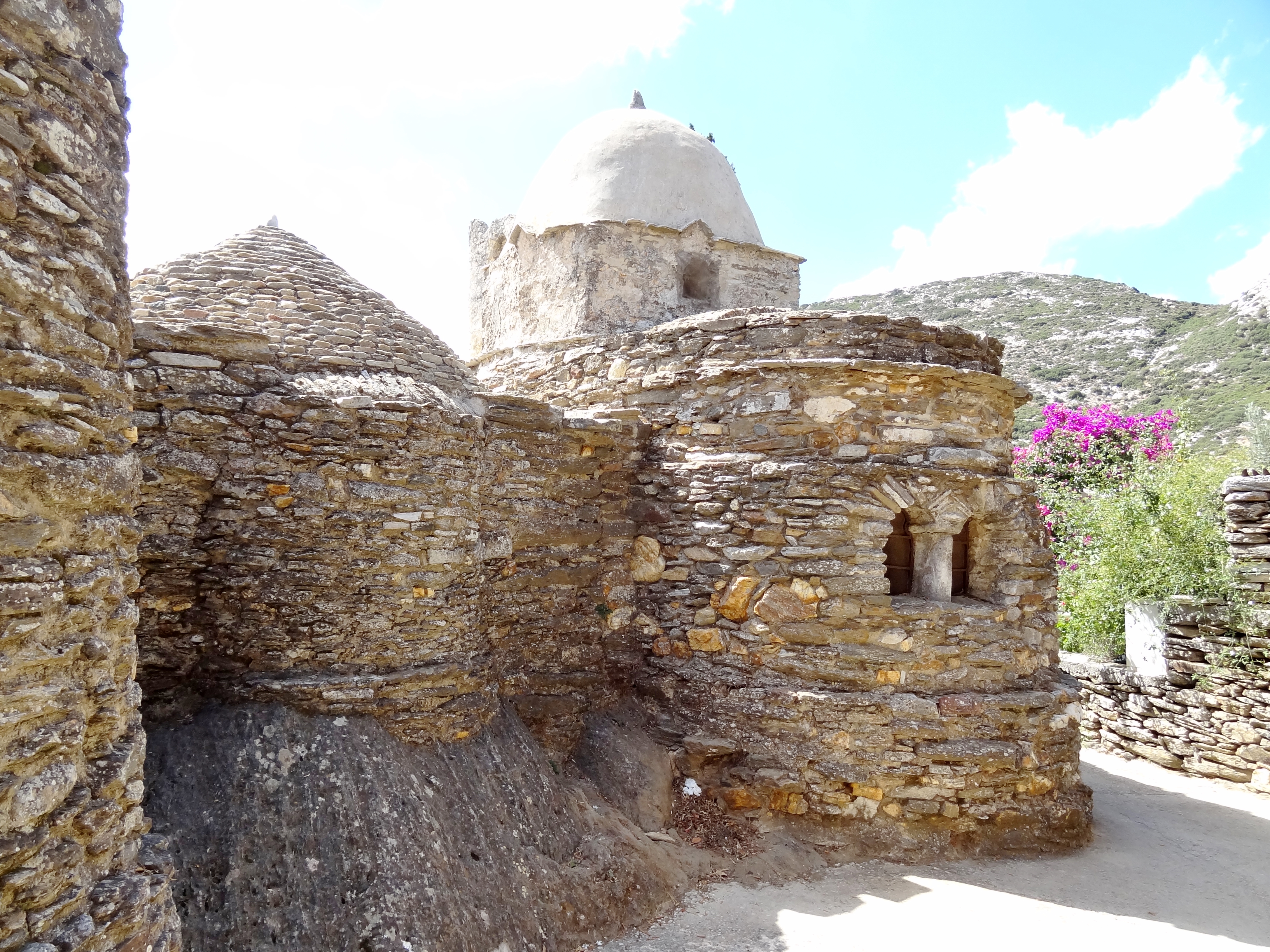
Ajouts ultérieurs sur le côté nord-est
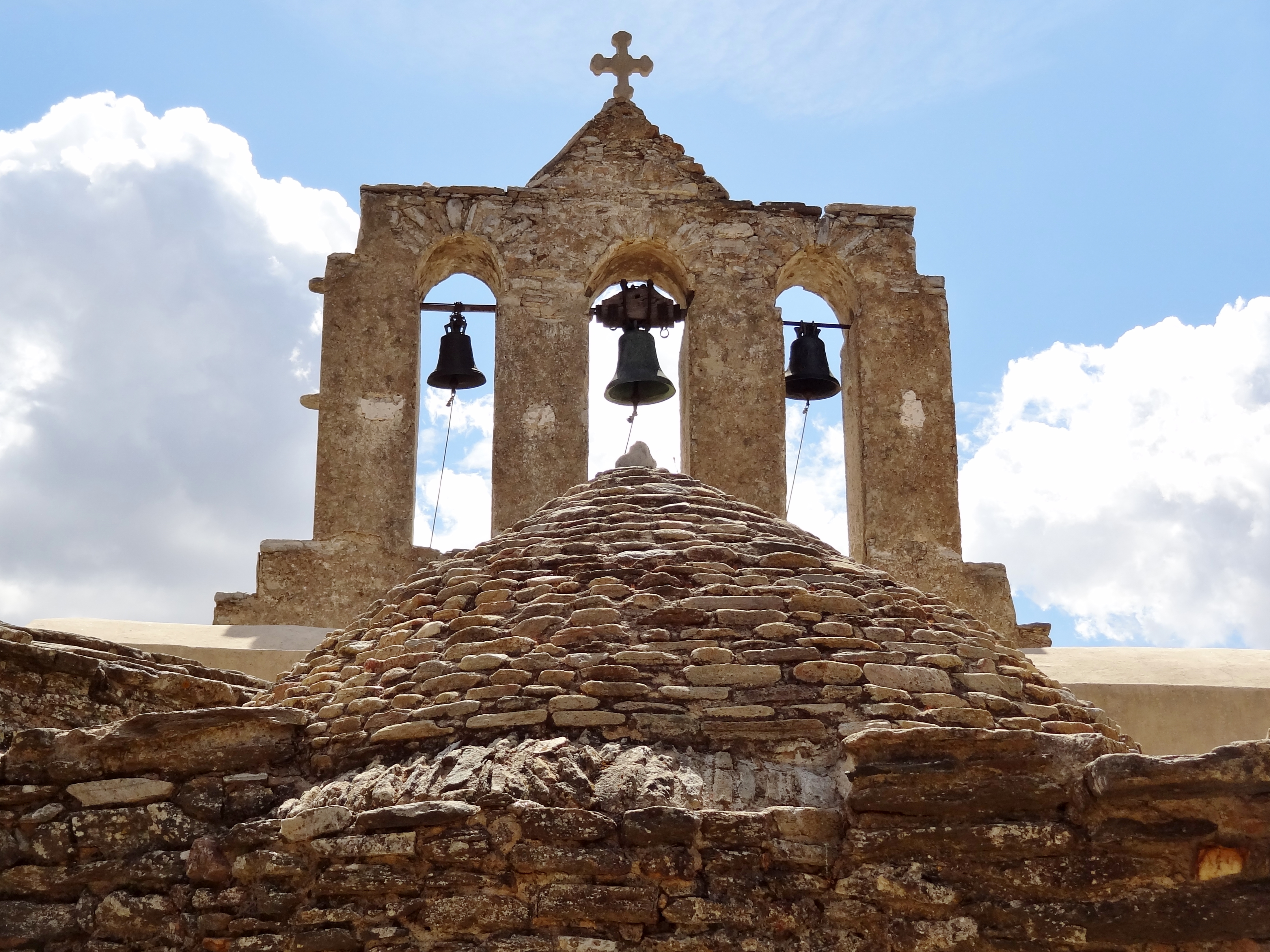
Clocher derrière l'extension nord-est

Dans l'abside sud-est, autour de la fenêtre jumelle partiellement murée, est représentée l'Ascension du Christ. L'arc devant lui est rempli de deux archanges, de l'inscription fondatrice et d'autres vestiges d'inscriptions. L'abside nord-est présente une représentation de la Vierge Marie dans le style de la Nikopoia, flanquée des deux Anargyroi Côme et Damien, saints docteurs, et en dessous, à côté du Christ à gauche, le roi Salomon et la Vierge Marie, et à droite, un saint et Jean-Baptiste. Sur l'arc de l'abside, on peut voir un saint et une sainte, tous deux sans nom, et en bas à droite un autre saint, peut-être saint Julien. Du XIIe au XIVe siècle, les fresques d'origine de l'église ont été recouvertes d'un enduit à la chaux ainsi que de peintures murales plus récentes. À l'époque du duché de Naxos, la Panagia Drosiani était le centre d'un monastère, comme le mentionnent le duc Giovanni IV Crispo (1555) et le patriarche de Constantinople Joannice II (1652). Lors de fouilles menées en 1970, les fondations de l'ancien monastère, disposé en croix autour de l'église, ont été découvertes.

L'église de Panagia Drosiani est restaurée en 1964. Afin de rendre visibles les fresques les plus anciennes, les peintures murales du Haut et du Bas Moyen Âge ont été retirées entre 1964 et 1971. Celles-ci se trouvent maintenant au Musée byzantin d'Athènes. 
Le bâtiment peut être visité, mais les photographies à l'intérieur ne sont pas autorisées.

## Histoire
À l'époque franque, le monastère et ses environs constituaient un fief spécial de la maison Belonia. Après l'occupation de Naxos par les Turcs, le dernier duc franc de Naxos et de la mer Égée, Giovanni IV Crispo, par un document émis en 1555, céda le monastère à l'Église grecque orthodoxe.

## Ère moderne
La majeure partie du monastère était ensevelie jusqu'à ce que, dans les années 1970, des fouilles menées par le service archéologique permettent sa mise au jour complète. Jusque-là, seule l'église principale, la plus récente, était visible. permettent sa mise au jour complète. Jusque-là, seule l'église principale, la plus récente, était visible. L'ensemble constitue en réalité un complexe de quatre églises, de style byzantin, dont tous les espaces, intérieurs comme extérieurs, adoptent un plan en croix.
L'édifice renferme de nombreuses fresques. Celles actuellement visibles sont les plus anciennes, les deux couches postérieures ayant été déposées et transférées dans des musées. Un élément remarquable est la présence, dans la coupole, de deux représentations du Christ pantocrator — une particularité interprétée comme une réponse au monophysisme : l'une illustrerait la nature humaine du Christ, l'autre sa nature divine.

## Légendes
Il existe de nombreuses légendes sur la façon dont il a été construit et sur la façon dont l'emplacement a été choisi. Les plus anciens habitants du village racontent que même si un autre endroit avait été initialement choisi pour la construction de l'église, l'icône de la Vierge Marie était transférée à cet endroit précis chaque nuit. On pense que le nom « Drosiani » vient du fait que les habitants du village, pendant une très longue période de sécheresse, se sont adressés à la Vierge Marie avec des services et des vœux pour la supplier de pleuvoir afin que les arbres et les buissons ne se dessèchent pas et que les habitants, qui sont principalement des agriculteurs, puissent vivre. La partie la plus récente du monastère est divisée en deux sections et devant l'icône de la Vierge Marie se trouve une immense dalle de marbre circulaire sur le sol. Les légendes disent que sous cette dalle se trouvait un grand trésor, mais personne n'est allé le soulever car l'icône miraculeuse de la Vierge Marie le transformerait en marbre. Un matin des années 1970, la dalle est retrouvée déterrée et enlevée, et personne n'a jamais su si elle cachait quelque chose en dessous.
L'icône de la Vierge Marie a été volée et on ignore si celle qui se trouve à sa place est l'originale ou une copie. Aujourd'hui, le monastère de Panagia Drosiani fonctionne sous le contrôle du service archéologique et reçoit des milliers de visiteurs chaque année.